# Sassen-Trantow
Sassen-Trantow ist eine vorpommersche Gemeinde im Landkreis Vorpommern-Greifswald in Mecklenburg-Vorpommern (Deutschland). Sie gehört dem Amt Peenetal/Loitz an, das seinen Verwaltungssitz in der Stadt Loitz hat.
Die Gemeinde Sassen-Trantow wurde am 31. Dezember 2004 aus den aufgelösten, vormals selbständigen Gemeinden Sassen und Trantow gebildet.

## Geografie
Das Gemeindegebiet Sassen-Trantows erstreckt sich vom mittleren Peenetal im Süden über eine zur Peene parallel verlaufende, niedrige Endmoräne bis über das Tal der Schwinge hinaus. Im Norden grenzt die Gemarkung Sassen an den Landkreis Vorpommern-Rügen. Die Täler der Peene und der Schwinge sind als Naturschutzgebiete ausgewiesen, in denen unter anderem auch Biber anzutreffen sind. Das breite Tal der nur minimales Gefälle aufweisenden Peene wird von vielen kleinen Seen gesäumt, die aus Torfstichen entstanden sind. Die Städte Demmin und Greifswald sind jeweils ca. 15 Kilometer von Sassen-Trantow entfernt.
Umgeben wird Sassen-Trantow von den Nachbargemeinden Süderholz im Norden, Dersekow im Nordosten, Görmin im Osten, Bentzin im Südosten sowie Loitz im Südwesten und Westen.

### Gemeindegliederung
Ortsteile der Gemeinde sind:
- Groß Zetelvitz
- Klein Zetelvitz
- Mühlenkamp
- Pustow
- Sassen
- Trantow
- Treuen
- Vierow
- Zarrentin-Dorf
- Zarrentin-Siedlung
- Damerow (Wohnplatz)

## Geschichte

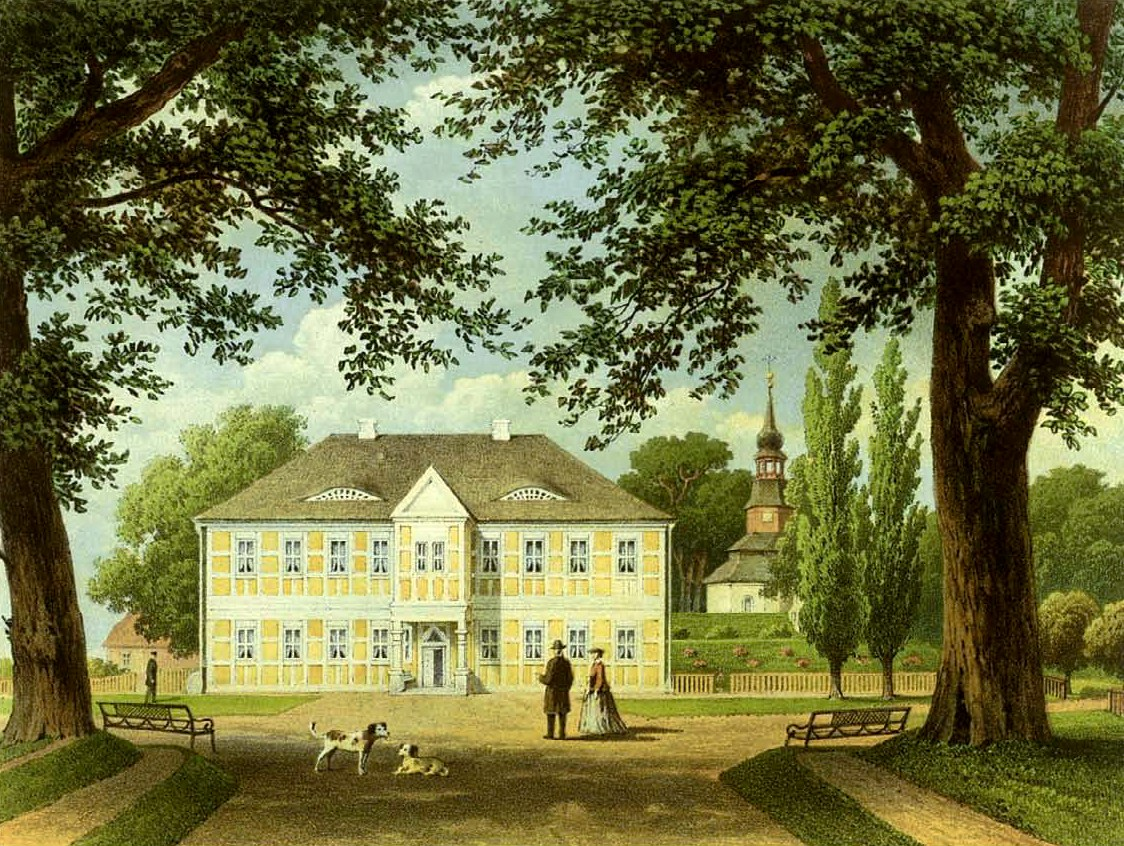
Rittergut Pustow um 1867/68, Sammlung Alexander Duncker

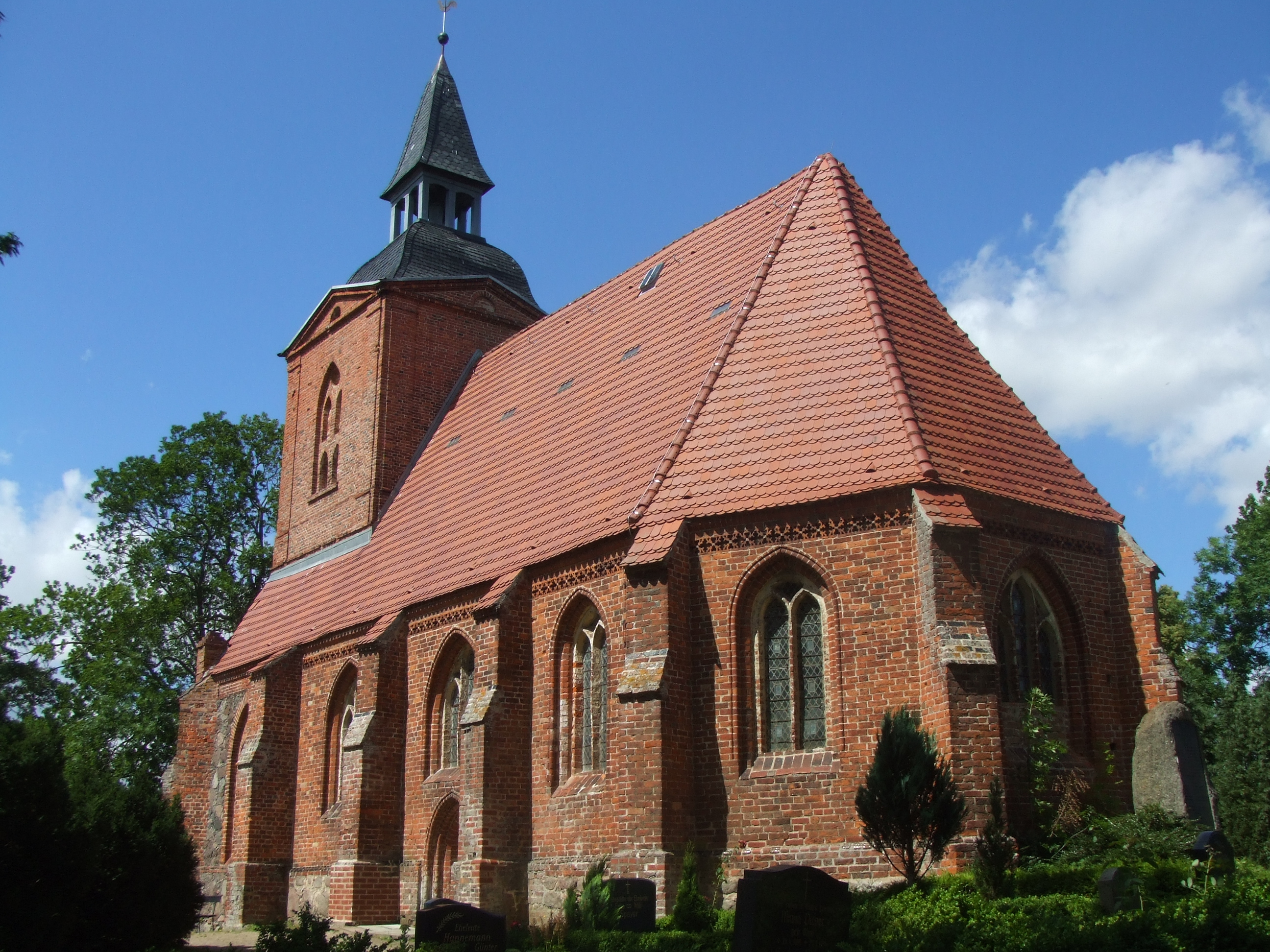
Dorfkirche in Trantow

Von der frühen Besiedlung der Gegend zwischen Peene und Greifswald zeugen Großsteingräber wie die Großdolmen von Damerow oder die Großsteingräber von Pustow zwischen der Schwinge und dem heutigen Ortsteil Sassen. Pustow (Budistou), Damerow (Dambrove), und Vierow (Wiroch) finden Mitte des 13. Jahrhunderts Erwähnung mit Anzahl der Hufen und im Zusammenhang mit Flächenbesitzungen des Klosters Eldena.

### Damerow (Wohnplatz)
Der Wohnplatz Damerow gehörte vormals zum Gutsareal von Pustow. Bereits 1608 ist in einem alten Lehnbrief des Herzogs Philipp II. dies dokumentiert.

### Groß Zetelvitz
Auf dem Gemeindegebiet von Groß Zetelvitz befand sich bis zur Enteignung ein Rittergut mit der Größe von 234 ha. Besitzer war die Familie des Walter Kurth.

### Klein Zetelvitz
In der Gemarkung von Klein Zetelvitz gab es bis 1945 einen Gutsbetrieb von Emil Peters. Der Besitz hatte einen Umfang von 91 ha.

### Mühlenkamp
Mühlenkamp wurde Mitte des 19. Jahrhunderts als Bauerndorf mit 15 Häusern und 66 Einwohner bezeichnet.

### Pustow
Das alte Gutshaus wurde als Fachwerkgebäude 1724 erbaut und dann 1865 durch ein neues im neogotischen Tudorstil aus gelben Klinkern ersetzt. Das Gut war im Besitz meist ursprünglich bürgerlicher Familien aus Greifswald und Stralsund, die oftmals als „Neureiche“ geadelt wurden. Zunächst betrieb die Familie von Scheele (bis 1780), in der Genealogie auch Scheele II oder (Neklader) Linie II genannt, das Gut in Pustow. Sie wurden 1622 geadelt und waren vor Ort mit Oberst Ernst Ludwig von Scheele vertreten. Sein Sohn Ernst Friedrich aus der Ehe mit Barbara Elisabeth von Heintze und Weißendorf übernahm den Besitz, danach dessen Bruder Ernst Karl Bogislaw als Mitbesitzer, verstorben 1784. Dann folgte das Adelsgeschlecht von Braun (1780 bis etwa 1932). Die briefadelige von Braun wurde 1588 zu Prag nobilitiert, in den Reichsadelsstand mit Wappenbesserung und erhielt 1690 den schwedischen Adelsstand. Bernhard von Braun-Brentwisch (1765), verheiratet mit Anna Elisabeth von Schmalensee (1779) erwarb dann Pustow für seinen Sohn Philipp von Braun (1752–1815), unverheiratet, Rittmeister in schwedischen Diensten. Erbin wird zunächst seine jüngere Schwester Fredrica (1762–1833).  Ihr folgte ein entfernter in Schweden geborener Cousin, Dethlof Balzer Joachim von Braun (1788–1868). Dieser gründete mit Maria Charlotta Klementina von Warenberg eine Familie und war kgl. schwed. Major. Des Weiteren stiftete der Grundbesitzer für die Regelung der Erbfolge einen Familienfideikommiss, und so übernahm der älteste Sohn Ludwig von Braun (1841–1906) Gut Pustow als Fideikommissherr. Dessen Ehefrau Lie von Nieroth (1853–1887) stammte aus Schweden. Da sie mit Lilli und Ellen zwei nicht erbberechtigte Töchter hatten ging der Besitz Pustow an einen nahen Vetter. Denn Hedda von Braun-Pustow (1845–1900) hatte 1863 den in Schweden lebenden Offizier Gustav von Braun (1813–1888) geheiratet. Ihr Sohn Josef Philipp von Braun-Pustow (1866–1942), in Rydaholm geboren, wurde so adeliger Grundbesitzer in Pustow. Josef Philipp von Braun-Pustow heiratete 1902 in London die englische Staatsbürgerin May Evans, geschiedene Earl of Caledon. 1914 umfasste Brauns Besitztum ohne die Nebengüter 407 ha. 1932 betrug der Gesamtbesitz nach amtlichen Angaben 1250 ha. Die Verwandtschaft der Familie von Braun-Pustow lebte größtenteils in Schweden.
Die Flächen des vormaligen Gutes Pustow erwarben später vierzehn Landwirte aus der Region, deren Betriebsgrößen zwischen 20 ha bis 128 ha lagen. Im Pustower Park befindet sich eine barocke Kapelle, auch der Park war ursprünglich in barocken Formen angelegt. Zu DDR-Zeiten betrieb der VEB Kühlautomat ein Betriebs-Ferienlager im Ortsteil. Am 1. Juli 1950 wurde Pustow nach Sassen eingemeindet.
Der Opferstein bei Pustow ist ein überregional bekannter Findling.

### Sassen
Das Dorf Sassen ist eine Gründung aus dem 14. Jahrhundert, aus dieser Zeit stammt auch die Feldsteinkirche des Ortes.

### Trantow
Das Dorf Trantow taucht 1267 als Trintowe erstmals in einer Urkunde auf, die Dorfkirche wurde um 1400 errichtet. In der Zeit des Dreißigjährigen Krieges wurde das ganze Gebiet durch Plünderungen, Pest und Hungersnöte entvölkert. Die wüsten Dorfstellen wurden erst allmählich wieder neu besiedelt. Die von der pommerschen Herzoginwitwe Sophia Hedwig zwischen 1616 und 1618 eingerichtete Domäne wurde 1804 von Ludwig Arndt, dem Vater von Ernst Moritz Arndt gepachtet. An den Aufenthalt des Dichters erinnert ein Gedenkstein in Trantow. Zwei Neuansiedlungswellen erfolgten in der Mitte des 19. Jahrhunderts und in den 1930er Jahren im Gebiet um Sassen und Trantow. Trantow gehört zu den ersten Güteraufsiedlungen in Vorpommern überhaupt.
Am 1. Juli 1950 wurden die bis dahin eigenständigen Gemeinden Mühlenkamp und Zarrentin eingegliedert.
Die Peenewiesen von Trantow wurden bis 1961 zur Torfgewinnung genutzt. Torf wurde bis dahin besonders von den Anwohnern zum Heizen verwendet. Heute befinden sich die Wiesen überwiegend im Naturschutzbereich.

### Treuen
Die Fläche von Treuen betrug 1860 konkret 1913 Morgen. Im Ort befand sich ein Domänen-Vorwerk. Die Domäne wurde in fiskalischer Pacht betrieben und ausgeschrieben, die Landwirte/Verwalter wechselten häufiger.

### Vierow
Viele Strukturen aus diesen Aufsiedlungen sind noch heute zu erkennen; so ist beispielsweise das gesamte Guts-Ensemble im Ortsteil Vierow vollständig erhalten. Das einstmals 407 ha große Rittergut selbst gehörte im Eigentum größtenteils den Inhabern von Pustow.

## Politik
Gemeindevertretung
Seit der Kommunalwahl am 25. Mai 2014 setzt sich die Gemeindevertretung aus vier Vertretern der CDU und je zwei Vertretern der Wählergemeinschaft Sassen und des Kulturvereins Trantow zusammen. Hinzu kommt der Bürgermeister Detlef Behm, welcher der Wählergemeinschaft Sassen angehört.

### Wappen, Flagge, Dienstsiegel
Die Gemeinde verfügt über kein amtlich genehmigtes Hoheitszeichen, weder Wappen noch Flagge. Als Dienstsiegel wird das kleine Landessiegel mit dem Wappenbild des Landesteils Vorpommern geführt. Es zeigt einen aufgerichteten Greifen mit aufgeworfenem Schweif und der Umschrift „GEMEINDE SASSEN-TRANTOW * LANDKREIS VORPOMMERN-GREIFSWALD“.

## Sehenswürdigkeiten

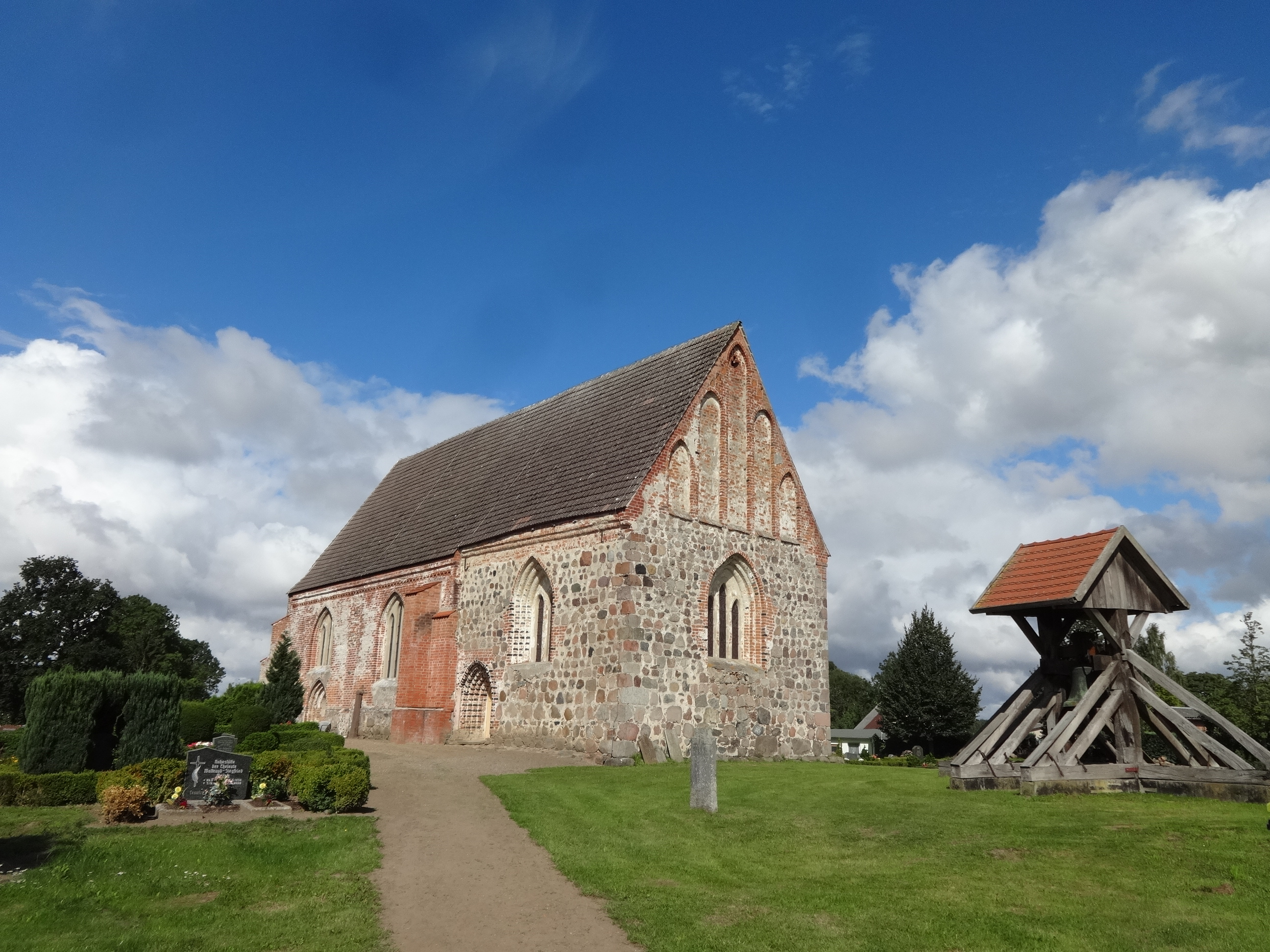
Dorfkirche Sassen

- Achteckige Kapelle im Ortsteil Pustow aus dem frühen 18. Jahrhundert
- Etwa 25 neolithische Großstein- und 6 bronzezeitliche Hügelgräber bei Sassen und Pustow
- Kirche Trantow; spätgotische Saalkirche von um 1400, Turm von 1834
- Kirche Sassen: Chor aus Feldsteinen aus der Zeit um 1270/1280 mit einem Kirchenschiff aus dem 15. Jahrhundert. In Innern befindet sich eine Fünte aus der Zeit um 1300. Eine Glasmalerei aus dem 19. Jahrhundert zeigt den Guten Hirten zwischen Petrus und Paulus von Tarsus und stammt vermutlich aus der Glasmalereianstalt Ferdinand Müller in Quedlinburg.

→ Siehe auch Liste der Baudenkmale in Sassen-Trantow

## Verkehrsanbindung
Von der Bundesstraße 194 bei Loitz führen zwei voneinander getrennte Landstraßen durch Sassen bzw. Trantow über Dersekow in die Hansestadt Greifswald. Die Bundesautobahn 20 (Ostseeautobahn Lübeck – Stettin) verläuft nördlich und nordöstlich der Gemeinde. Die nächsten Bahnhöfe befinden sich in Greifswald, Demmin und Grimmen.

## Persönlichkeiten
- Jörg Drehmel (* 3. Mai 1945), Leichtathlet und Olympiamedaillengewinner